# Magistrato monetario
I magistrati monetari erano i responsabili, nei riguardi dello Stato, della regolarità nella emissione delle monete, di cui dovevano controllare il peso e la lega.
Su molte monete greche e romane è presente la legenda del nome, oppure simboli o lettere che identificano in qualche modo il responsabile dell'emissione. Il magistrato in questo modo certificava all'autorità di avere emesso la moneta secondo le istruzioni ricevute.

## Epoca classica
| Dyrrachium: dracma                                                              | Dyrrachium: dracma               |
| ------------------------------------------------------------------------------- | -------------------------------- |
|                                                                                 |                                  |
| ΚΤΗΤΟΣ, mucca che allatta vitello; testa di Iside in alto, spiga e uva a destra | ΔΥΡ ΦΑ ΝΙ[Σ ΚΟ]Υ motivo stellato |
| Moneta con i nomi dei magistrati, ΚΤΗΤΟΣ (Ktēnos) e ΦΑΝΙΣΚΟΥ (Phaniskou)        |                                  |

### Antica Grecia
L'esistenza dei magistrati monetari nell'antica Grecia è documentata in primo luogo dalle loro firme, in realtà per lo più sigle, sulle monete. Oltre ai nomi o altri segni posti sulle monete, esistono rare documentazioni. Una di queste è l'accordo stipulato alla fine del V secolo tra le libere città di Focea e Mitilene.
Nell'accordo si definiscono le modalità di emissione, il valore, il peso e la lega. Sono determinate anche le sanzioni per i magistrati che alterassero le leghe nelle monete da loro prodotte. È ovvio che ogni città fissasse secondo i propri usi e i propri costumi le norme che regolavano l'emissione delle monete e di conseguenza i responsabili delle emissioni venissero scelti con criteri diversi. Dall'analisi dei nomi che appaiono su alcune monete gli studiosi hanno identificato due sistemi nella scelta del magistrato responsabile. Nel primo venivano incaricati i più alti magistrati dello Stato, sia militari, sia civili o sacerdotali; questi esercitavano la coniazione con personale scelto direttamente da loro e di loro fiducia. Nell'altro l'incarico veniva affidato a funzionari appositamente nominati, agli inizi della loro carriera amministrativa e per una durata limitata. Questo metodo era quello normalmente in uso nelle polis mentre il primo metodo era quello usato prevalentemente nell'Asia ellenistica.
Le monetazioni con i nomi dei magistrati monetari scritti per esteso cominciano nel IV secolo a.C. Le più importanti sono quelle di Atene, con le didracme "di nuovo stile", quelle di Apollonia e Dirrachium, due città sulla costa illirica, le monete di diverse alleanze politico-militare e quelle ellenistiche di Macedonia, Siria ed Egitto.

### Antica Roma
| Roma, denario                                                                                           | Roma, denario                                                                   |
| --- | ------------------------------------------------------------------------------- |
| |                                                                                 |
| Diana destra, con arco e faretra sulla spalla. SC davanti                                               | Vittoria su biga; A e numero (XXXXV) sotto; TI. CLAVD TI. F / {AP. N} in esergo |
| Denario con il nome del magistrato: Tiberio Claudio Nerone, figlio di Tiberio, nipote di Appio. 79 a.C. |                                                                                 |

I tresviri monetales erano dei magistrati con compiti esecutivi che erano preposti al controllo dell'emissioni monetarie. La carica di magistrato monetale era una delle cariche del vigintivirato. Si trattava di incarichi di minore responsabilità che permettevano di accedere ai successivi gradi del cursus honorum. Si accedeva verso i 25 anni. La durata della carica è incerta, c'è chi ha suggerito un periodo annuale o biennale, ma sono ipotizzati periodi maggiori.
I tresviri (o triumviri) monetales erano quindi i tre giovani magistrati incaricati di controllare e far funzionare la zecca. Il termine veniva dalla sede del loro ufficio che era sul Campidoglio, nei pressi del tempio di Giunone Moneta. Il tempio sorgeva sul luogo da cui era partito l'allarme per l'assalto notturno dei Galli, allarme che aveva permesso di salvare la città. In memoria di questo episodio era stato elevato un tempio a Giunone detta "Moneta", cioè "colei che avverte" (da monere).
La denominazione ufficiale era IIIviri monetales aere argento auro flando feriundo (spesso abbreviato in III VIR AAAFF), cioè triumviri monetari per fondere (flando) e battere (feriundo) bronzo (aere), argento e oro (auro). Su un denario serrato di Manio Aquilio, senatore nel 74 a.C. (Aquilia 2), troviamo al dritto l'iscrizione "III VIR"; la stessa scritta la troviamo sul retro di diversi bronzi di Augusto.
I compiti erano molteplici: erano responsabili della fusione dei lingotti d'oro, della lega, del peso e dell'incisione delle monete battute, nonché dei conti della zecca.
La responsabilità era certamente grande, ma non richiedeva decisioni complesse ed era quindi adatta a dei giovani agli inizi della loro carriera politica. Per documentare le loro responsabilità le monete emesse venivano firmate. Nel generale quadro di incertezza, l'unica evidenza è che i tresviri monetales erano giovani appartenenti alle più illustri gentes repubblicane, infatti in vari casi è stato possibile associare la gens del giovane magistrato anche ad altre cariche quali quelle di console o Pontefice massimo. Questo consente di stilare un'elencazione, seppure parziale, delle gentes di maggior rilievo della Repubblica.
Accanto alla monetazione regolare, si avevano a volte emissioni particolari che potevano sia essere emesse sotto la responsabilità dei triumviri, sia da altri magistrati: esistono monete emesse da consoli, pretori, questori o dagli edili. Le emissioni straordinarie erano in qualche modo identificate, ad esempio con la sigla SC (Senatus Consultum).

## Medioevo
La necessità di valuta nel periodo merovingio era piuttosto contenuta. I magistrati monetari producevano le monete in piccoli laboratori lavorando da soli o con l'aiuto di pochi assistenti e gestivano i metalli preziosi per il conio. Durante l'epoca carolingia la monetazione divenne responsabilità dei funzionari nominati dal re.
Nell'Alto Medioevo il loro posto fu preso dalla cosiddetta corporazione dei monetieri. I suoi membri provenivano dalla ricca borghesia delle città, principalmente mercanti, commercianti di metalli preziosi, cambiavalute e orafi che a loro volta nominavano il magistrato monetario dai loro ranghi. Per il loro lavoro, i membri della corporazione ricevevano parte dei profitti del conio, oltre a godere di una serie di privilegi e diritti, tra cui il monopolio sull'acquisto di oro e argento, l'esenzione dai dazi doganali, l'esenzione fiscale e una giurisdizione indipendente in materia di monetazione. Le corporazioni vissero il loro periodo di massimo splendore nel XIII e XIV secolo.
Le corporazioni dei monetieri scomparvero nel Basso Medioevo quando la monetazione fu rilevata da parte dei sovrani o delle città. Da quel momento in poi, i magistrati monetari furono imprenditori indipendenti che determinavano il peso, il titolo, il signoraggio e la propria parte di guadagno tramite accordi con i titolari della sovranità monetaria. Assieme alle miniere e ai cantieri navali statali, le zecche erano diventate le più grandi aziende del loro tempo.
Le città-Stato dell'Italia settentrionale, invece, non affittavano le loro zecche, ma impiegavano come funzionari magistrati monetari eletti.
Nel Sacro Romano Impero della nazione germanica l'assistente del magistrato monetario prestava analogo giuramento e godeva di diritti speciali.

## Repubblica di Venezia
I massari all'argento e all'oro erano magistrati monetari della Repubblica di Venezia. Il loro incarico era quello di sovrintendere alla zecca di Venezia. In particolare, avevano il compito di presiedere alla stima e alla lavorazione dell'oro e dell'argento che venivano portati in zecca per essere venduti o coniati, assistiti da pesadori, funzionari incaricati della fondamentale attività di pesatura delle monete e da stimadori, che valutavano la bontà dei lavori eseguiti dagli addetti alla zecca.
Le prime notizie su questi magistrati risalgono al terzo decennio del XIII secolo sul liber plegiorum, ov'è descritto il giuramento da loro prestato sul capitolare, il testo che descriveva l'insieme dei diritti e dei doveri a cui si dovevano attenere. Questi magistrati, appartenenti alle nobili famiglie veneziane, venivano eletti dal doge, dai consiglieri minori e dai componenti della Quarantia, e restavano in carica per due anni. Chiamati inizialmente massari della moneta (o massari alla moneta), mutarono il loro nome in massari all'argento, rimanendo distinti dai massari all'oro, istituiti nel 1285 in seguito all'introduzione, sotto il dogado di Giovanni Dandolo, del ducato d'oro.
Nel tempo le loro funzioni si ridussero a quelle di un organo meramente tecnico con funzioni limitate alle dipendenze dei Provveditori in zecca, una magistratura istituita nel 1520 dal Consiglio dei Dieci che assunse la gestione completa della zecca di Venezia, fino a scomparire con la caduta della Repubblica di Venezia e dell'ultimo doge, Ludovico Manin, nel 1797.

## Età moderna
Con il passaggio ai tempi moderni, gli imprenditori locali e le loro zecche diventarono sempre più importanti. Emerse la dinastia dei magistrati monetari, i contratti di locazione furono estesi per generazioni. Nel XVII e XVIII secolo il numero di appaltatori ebraici di zecche aumentò, anche perché l'affiliazione religiosa a volte limitava fortemente l'accesso ad altre professioni.
I simboli dei magistrati monetari si trovano spesso sulle monete, solitamente celati in qualche modo sotto forma di rosette, ganci, monogrammi e le iniziali dei nomi. Poiché spesso le monete recano anche la firma dell'incisore, è possibile confondersi.
Un grosso problema con il contratto di appalto dell'officina monetale era il deprezzamento della moneta che, soprattutto nell'era dello Stato assoluto, finanziava le guerre. Prima e durante la guerra dei trent'anni una forte svalutazione della moneta, nota come Kipper- und Wipperzeit e in seguito ulteriormente indotta da Veitel Heine Ephraim, un famoso ebreo di corte di Berlino, rese così possibile la guerra dei sette anni.
In Inghilterra i magistrati monetari continuarono come imprenditori fino alla seconda metà del XIX secolo, in Francia e nei Paesi Bassi ancora più a lungo.
Durante il periodo asburgico in Austria e Germania, invece, l'istituzione di un sistema di monetazione statale iniziò ben presto. In Austria fu creata la carica ereditaria di magistrato monetario supremo, che prevedeva che il magistrato monetario fosse un funzionario pubblico con stipendio fisso e senza partecipazione agli utili. Anche in Boemia conti e nobili ricoprivano la suprema carica di magistrato monetario, che allo stesso tempo sovrintendeva a tutte le strutture minerarie del regno. Oltre al magistrato monetario, c'erano altri funzionari della zecca, come ad es. il fabbro, l'incisore e il coniatore. Un saggiatore doveva per questo preoccuparsi che la giusta lega fosse coniata conformemente alla prescrizione normativa. Doveva anche prelevare dei campioni che venivano presentati a una commissione valutatrice che verificava che fossero in linea con le disposizioni ufficiali. La commissione era costituita dalla corte reale o dai gentiluomini locali o dai loro rappresentanti.